# Murailles de Lastra a Signa
Les murailles de Lastraa Signa (en italien : Mura di Lastra a Signa)  constituent la structure défensive du centre historique de la commune de Lastra a Signa (ville métropolitaine de Florence) en Toscane,.

## Historique
Un village fortifié avant le XIe siècle faisait partie des possessions féodales des Cadolingi (it) de Fucecchio, puis passa aux Gangalandi (it), qui le conservèrent jusqu'au XIIIe siècle. En raison de sa position stratégique sur le fleuve Arno, le village fut conquis au XIVe siècle par la république de Florence, certainement avant 1365.
En 1377, les murailles de la ville furent reconstruites, en les dotant de créneaux et de nombreuses tours. Les travaux ont été achevés entre 1400 et 1403, lorsque la ville est devenue l'un des avant-postes les plus puissants contre la république de Pise.
En 1529, la ville résista aux troupes impériales qui se dirigeaient vers le siège de Florence, mais elle a été prise et pillée.
Pendant la Seconde Guerre mondiale, durant l'occupation militaire allemande de l'Italie, la Porta florentina au nord-est a été détruite, et la Porta di Baccio a subi de graves dommages causés par les bombardements alliés, visibles de l'absence de la façade intérieure de la tour de porte.

## Description
La forme des murailles est un trapèze irrégulier et trois portes y ouvrent : la Fiorentina au sud-est (détruite), la Porta Pisana au nord-ouest et le Portone di Baccio au sud-ouest. Les trois côtés nord-ouest, nord-est et sud-est sont très bien conservés, tandis que celui sud-ouest a presque totalement disparu. Huit des tours d'origine subsistent, toutes à base carrée. Par la suite, peut-être à l'occasion de la consultation demandée à Filippo Brunelleschi en 1424-1426, la muraille s'enrichit d'un système défensif en saillie, sans mâchicoulis, le premier de l'époque du gothique tardif connu en Toscane. Certains écarts sont attribués à des constructions à des époques différentes ou à l'attribution simultanée de différents lots à différents ouvriers, voire à des reconstructions et des restaurations.
Les murs ont été construits avec des blocs de pierre irréguliers, avec l'aspect extérieur classique avec escarpement, cordon, mur d'aplomb et encorbellement avec des arcs brisés en brique. La tour de la partie sud-est présente des encorbellements et des créneaux triangulaires construits plus tard. Dans la partie sud-ouest, on peut voir quelques arcs en plein cintre et le Portone di Baccio, qui n'a pas de façade intérieure. Le côté nord-ouest présente toujours des arcs en plein cintre et est enrichi par trois tours et la Porta Pisana. Le côté nord-est est peut-être le mieux conservé, même si le côté intérieur est souvent caché par les maisons construites à proximité ; il y a quatre tours et l'appareil en saillie. La partie ouest des murs fait l'objet d'importants travaux de restauration et de réaménagement au cours de l'année 2020.

## Galerie

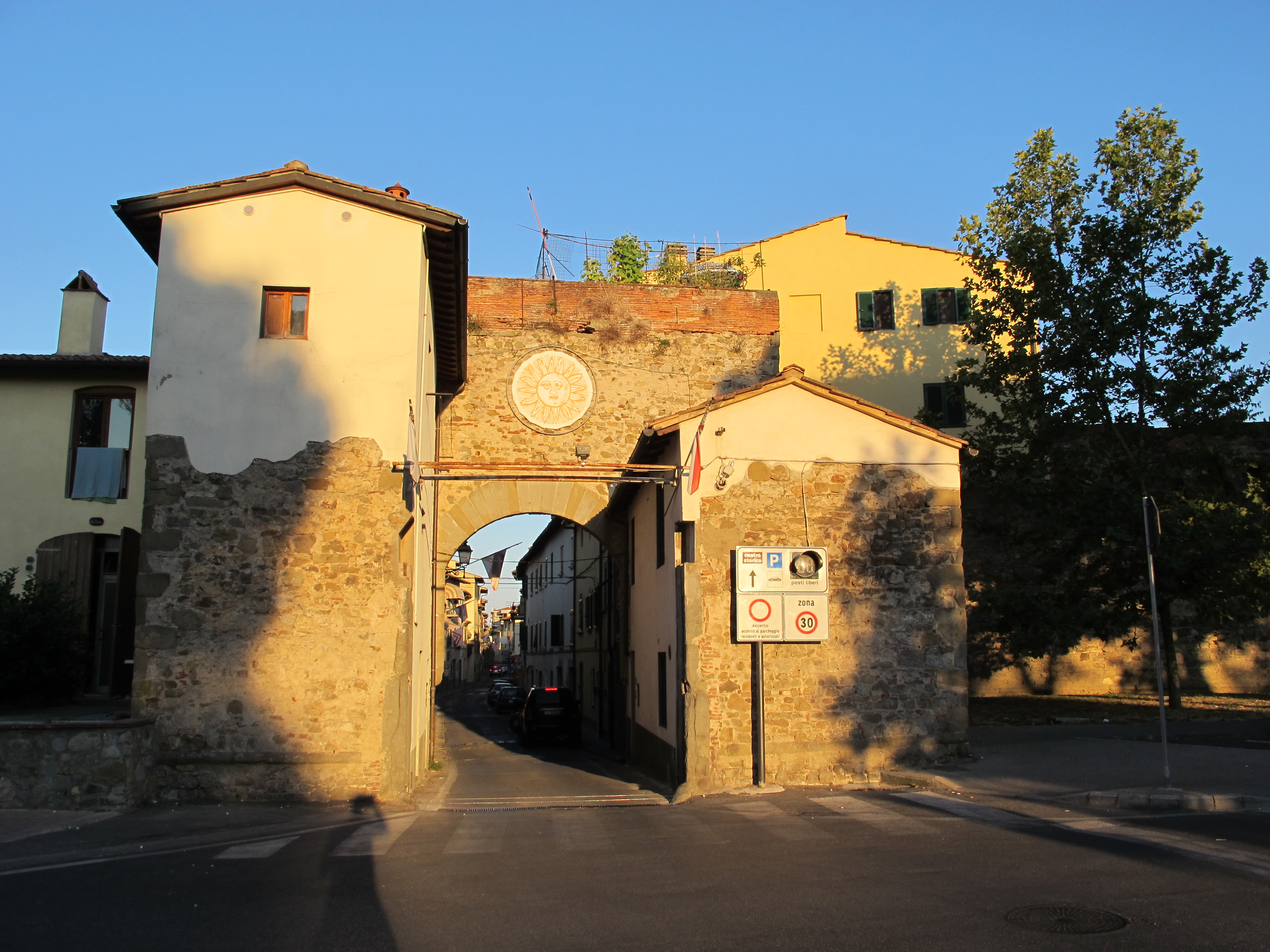
La Porta Pisana.
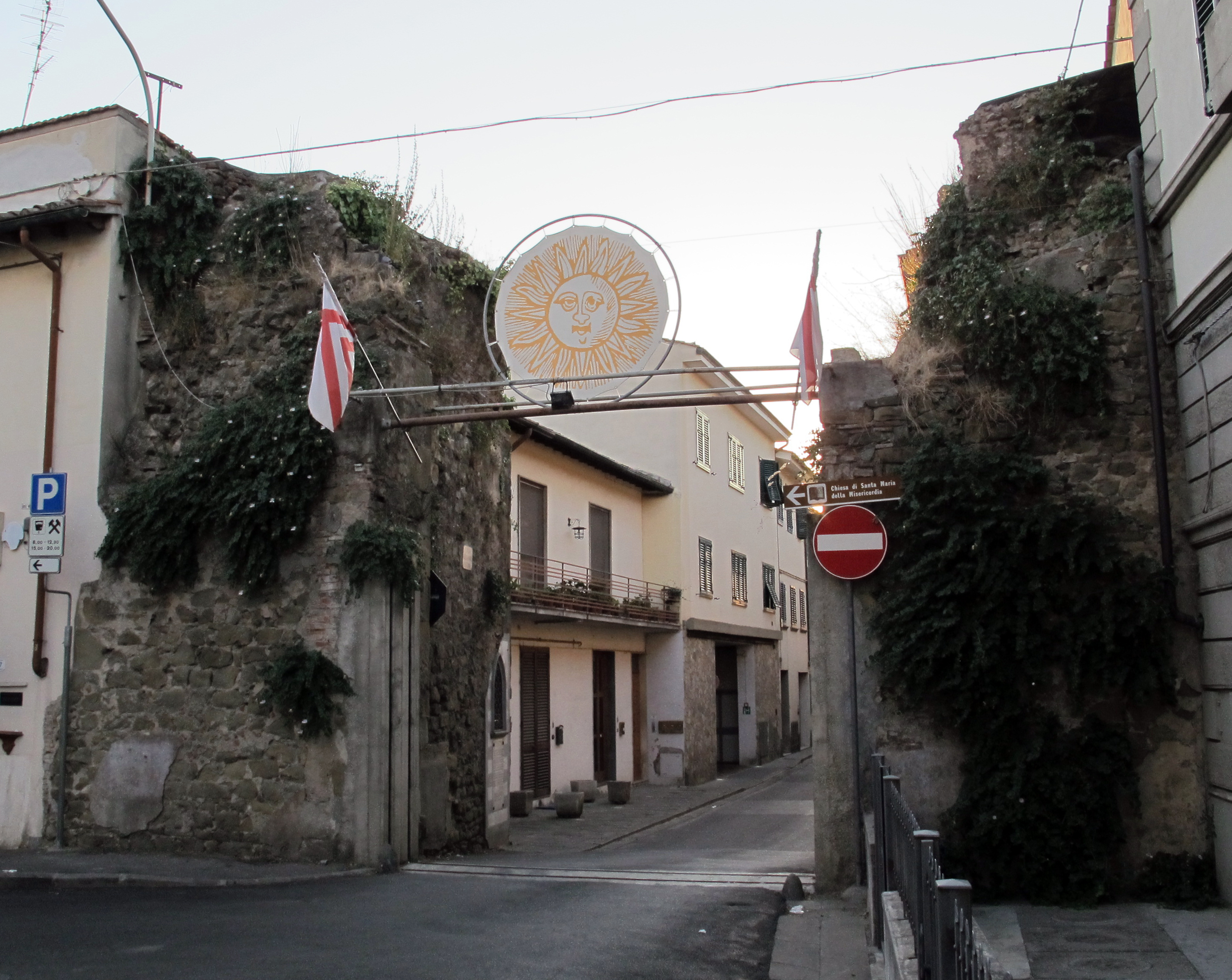
La Porta Fiorentina (détruite).
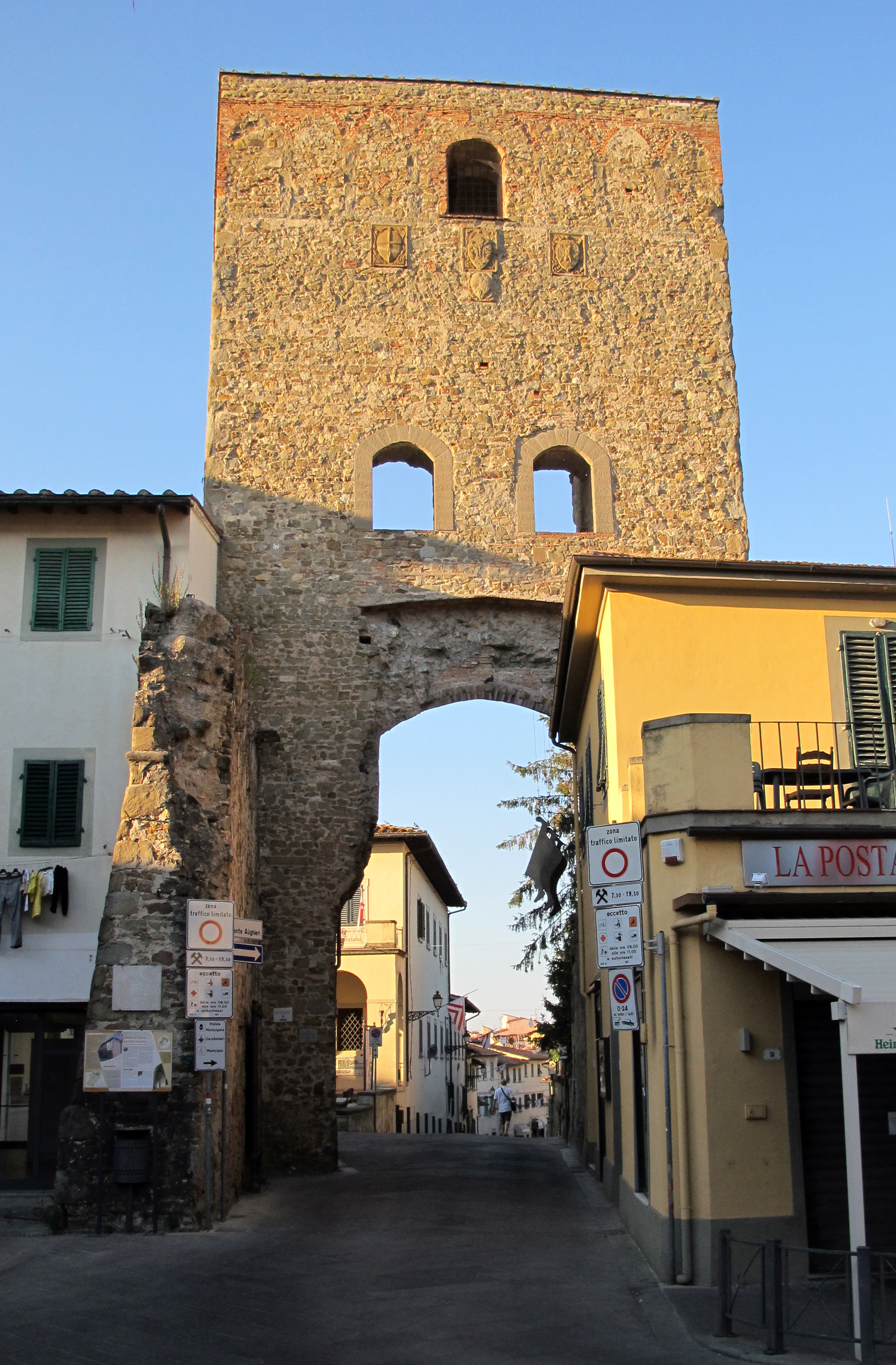
Le Portone di Baccio.
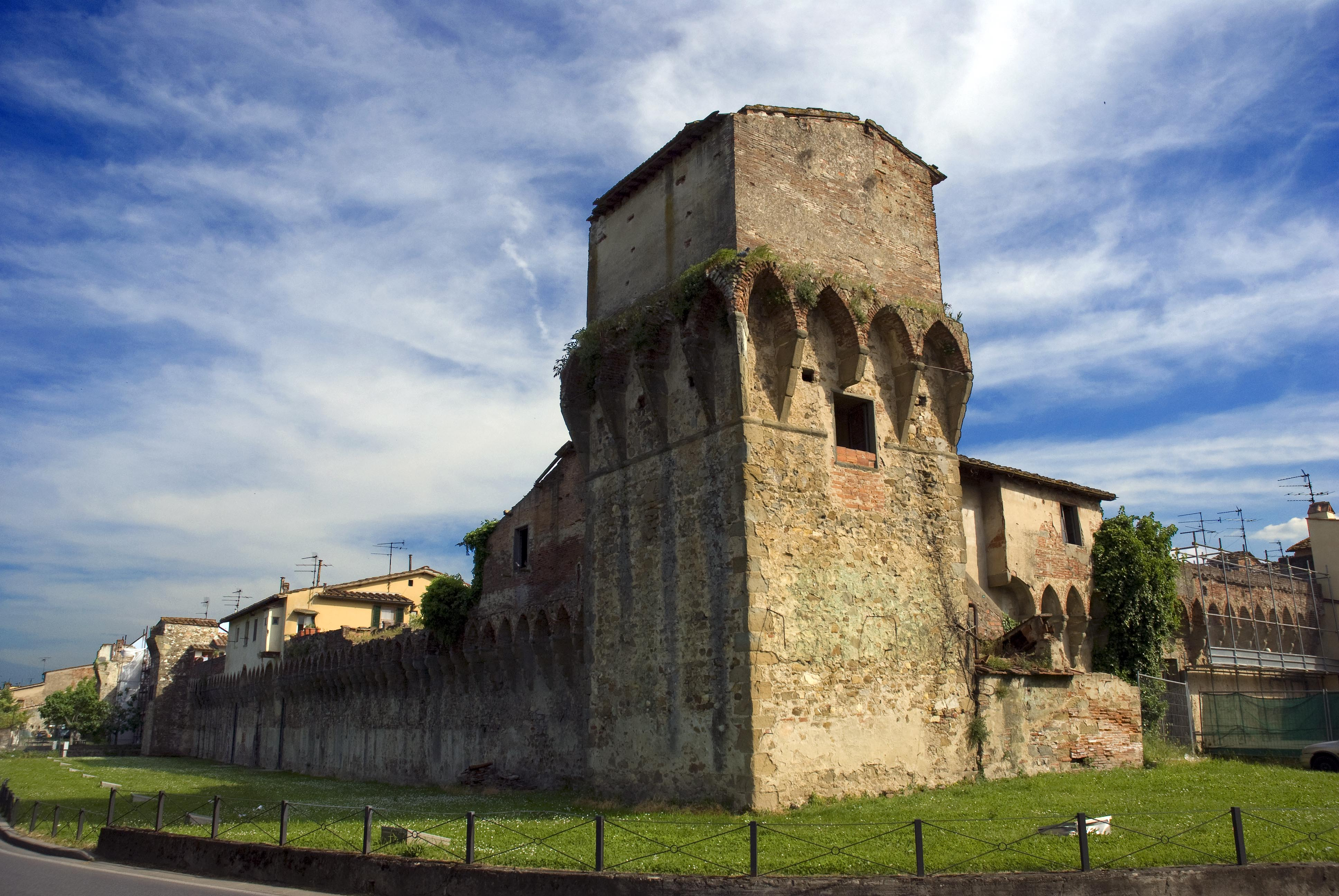
La tour d'angle nord-ouest.
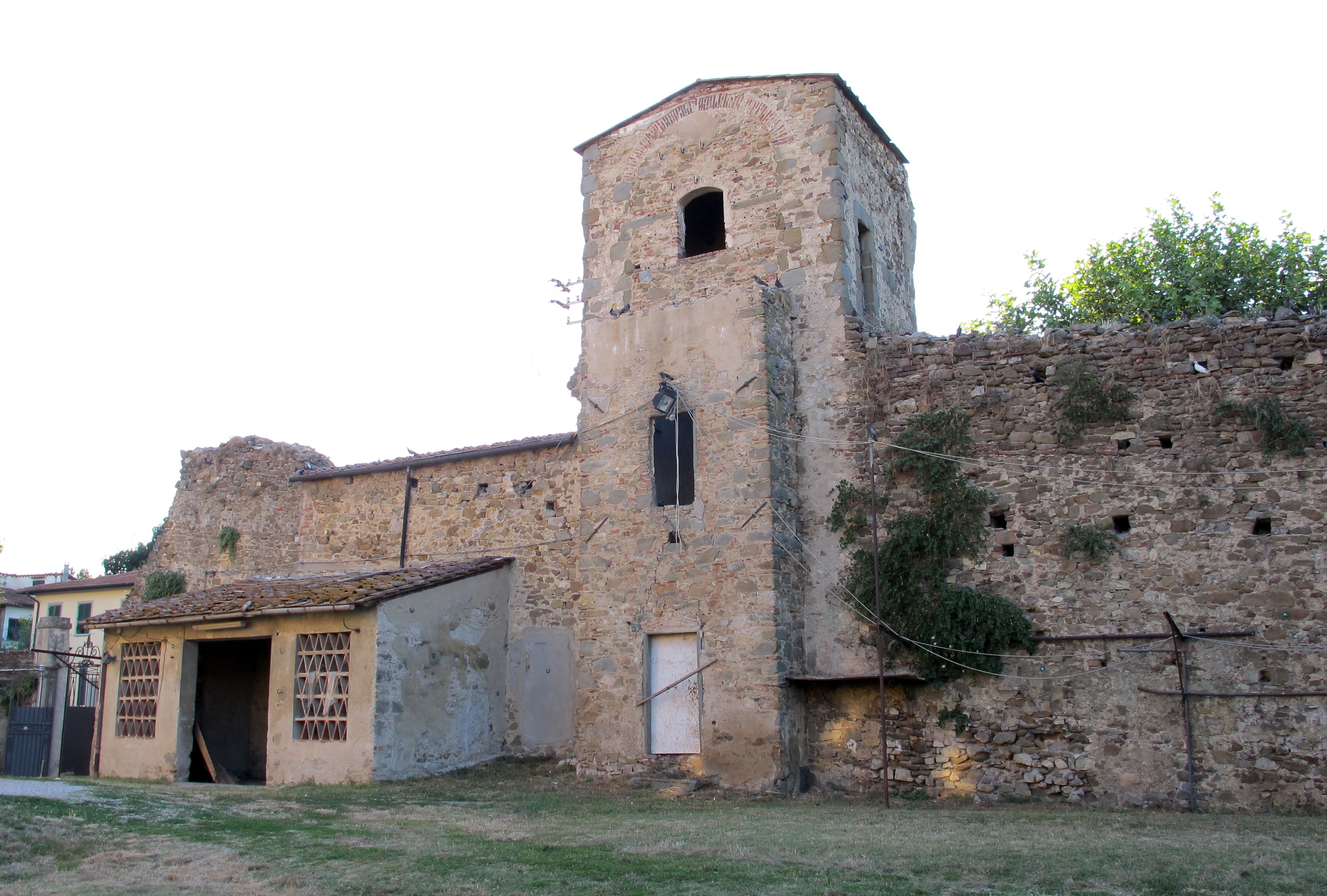
La tour ouest.
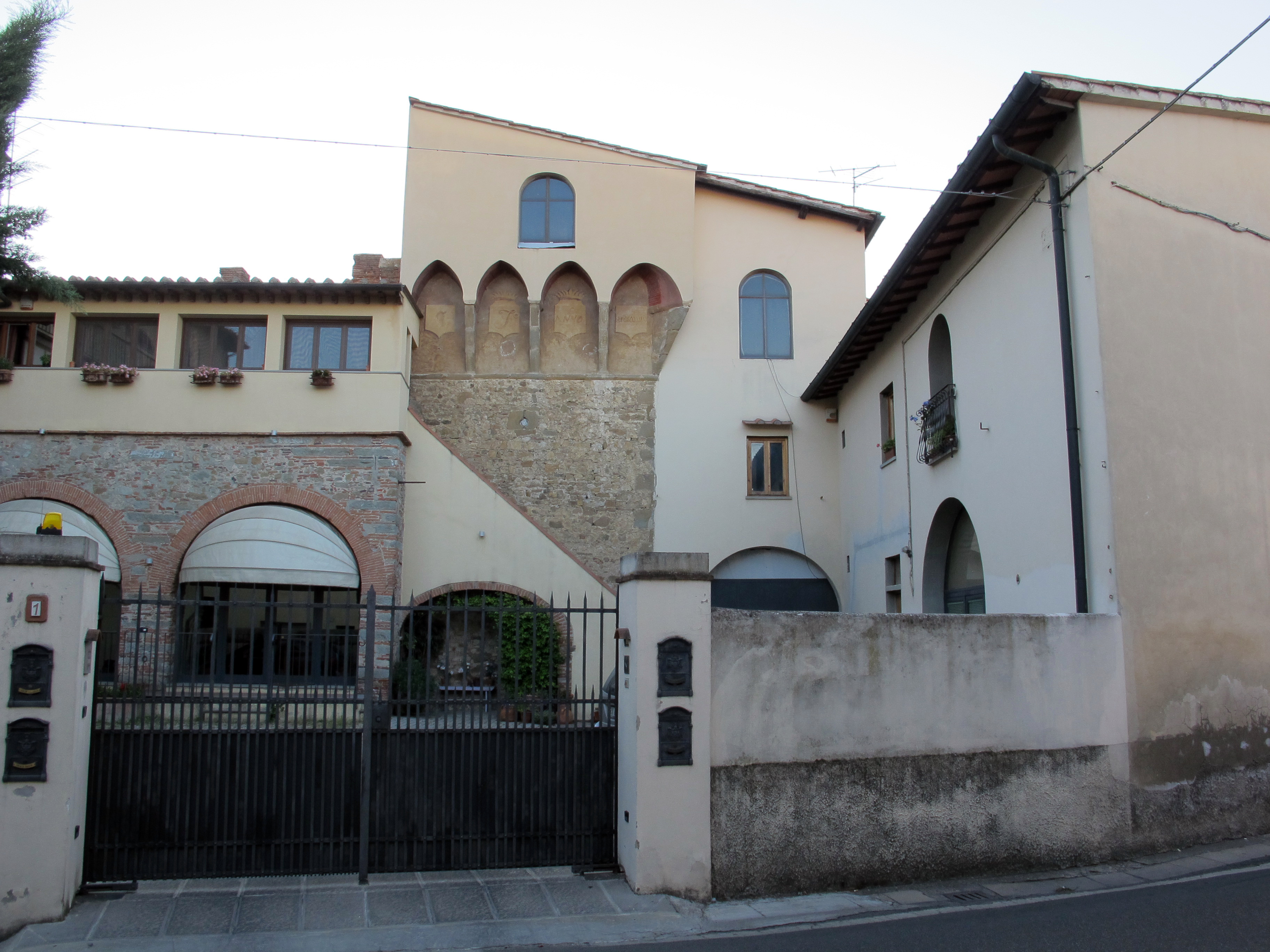
La tour nord-est.
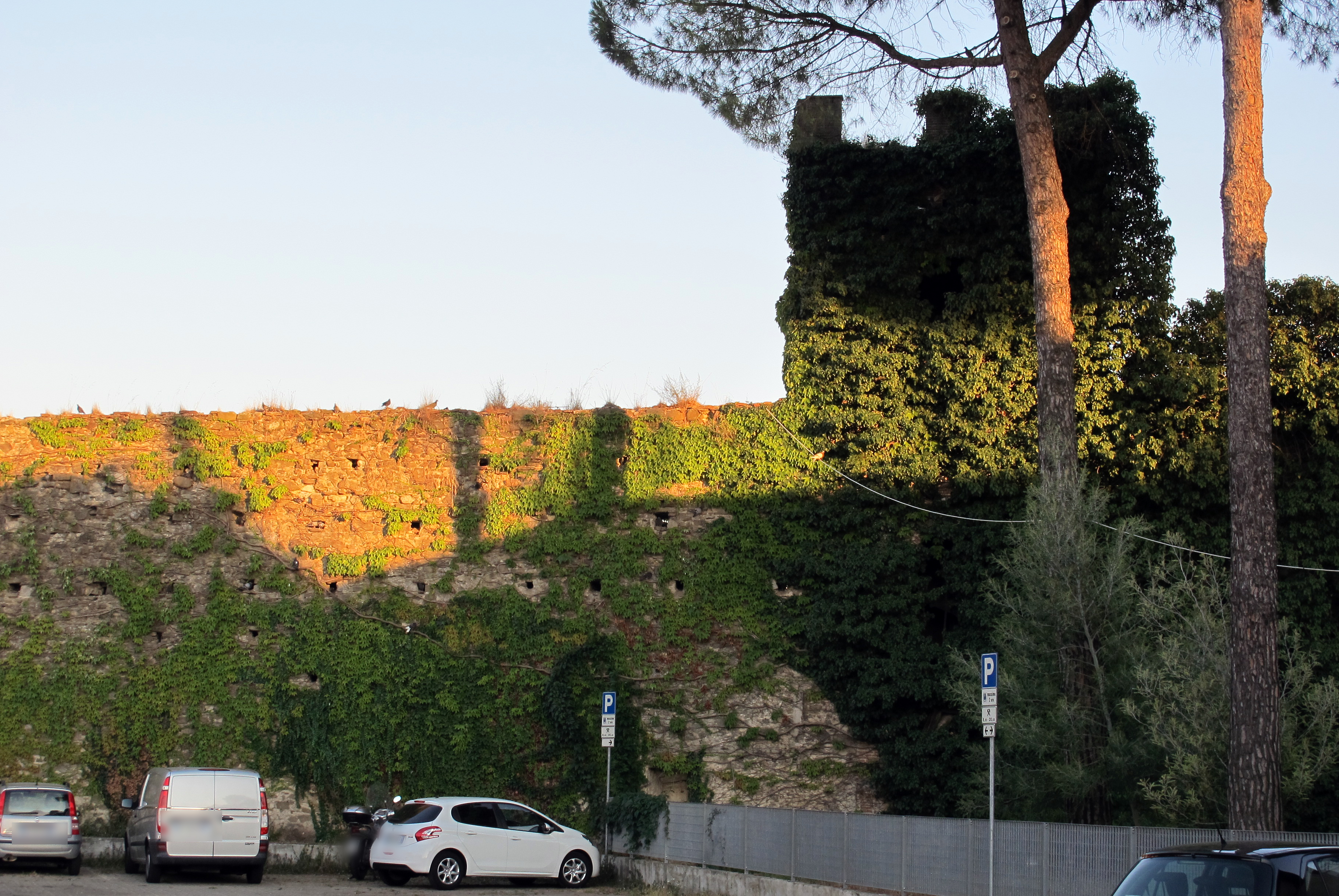
La tour est.
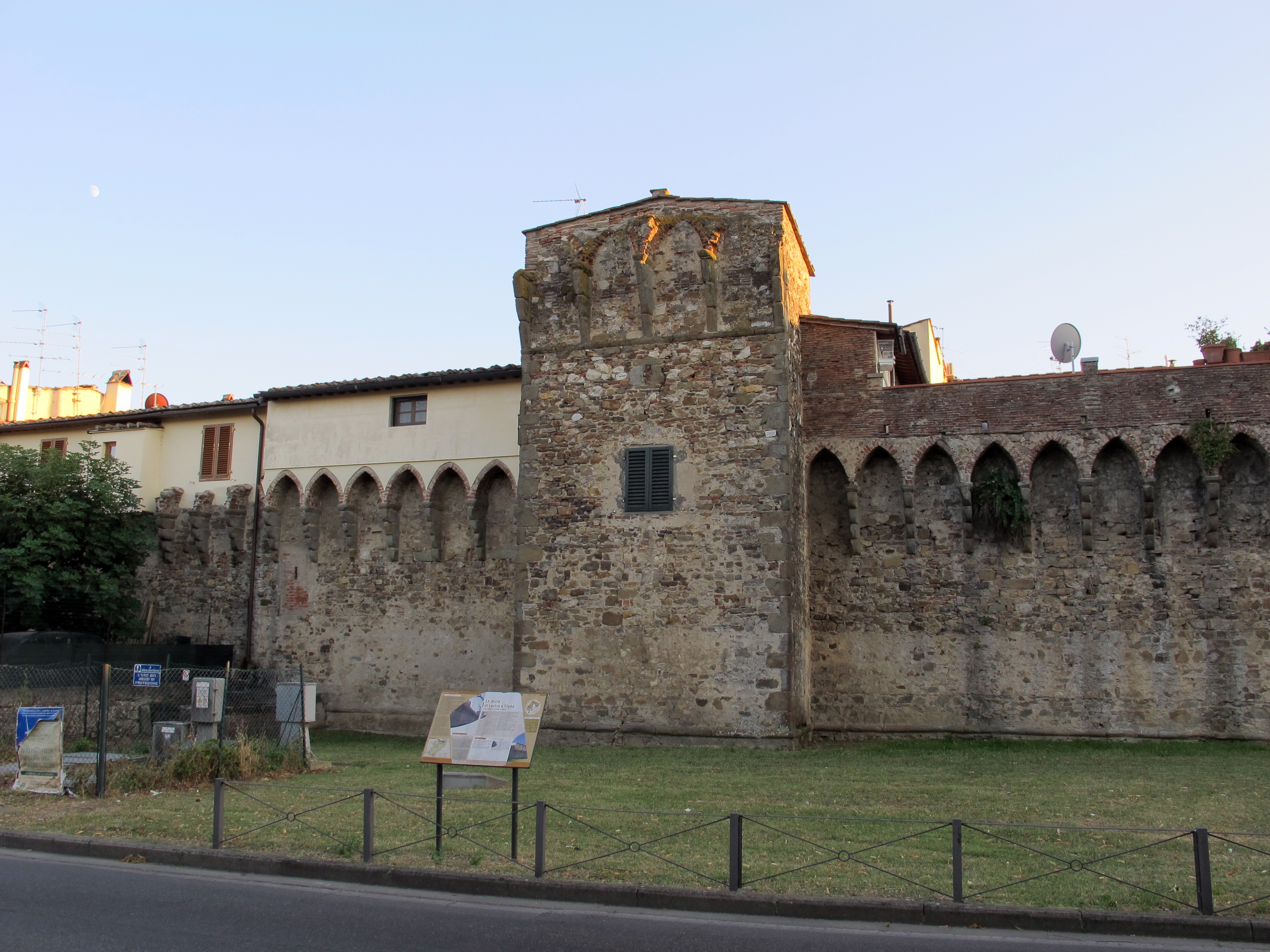
La tour nord.
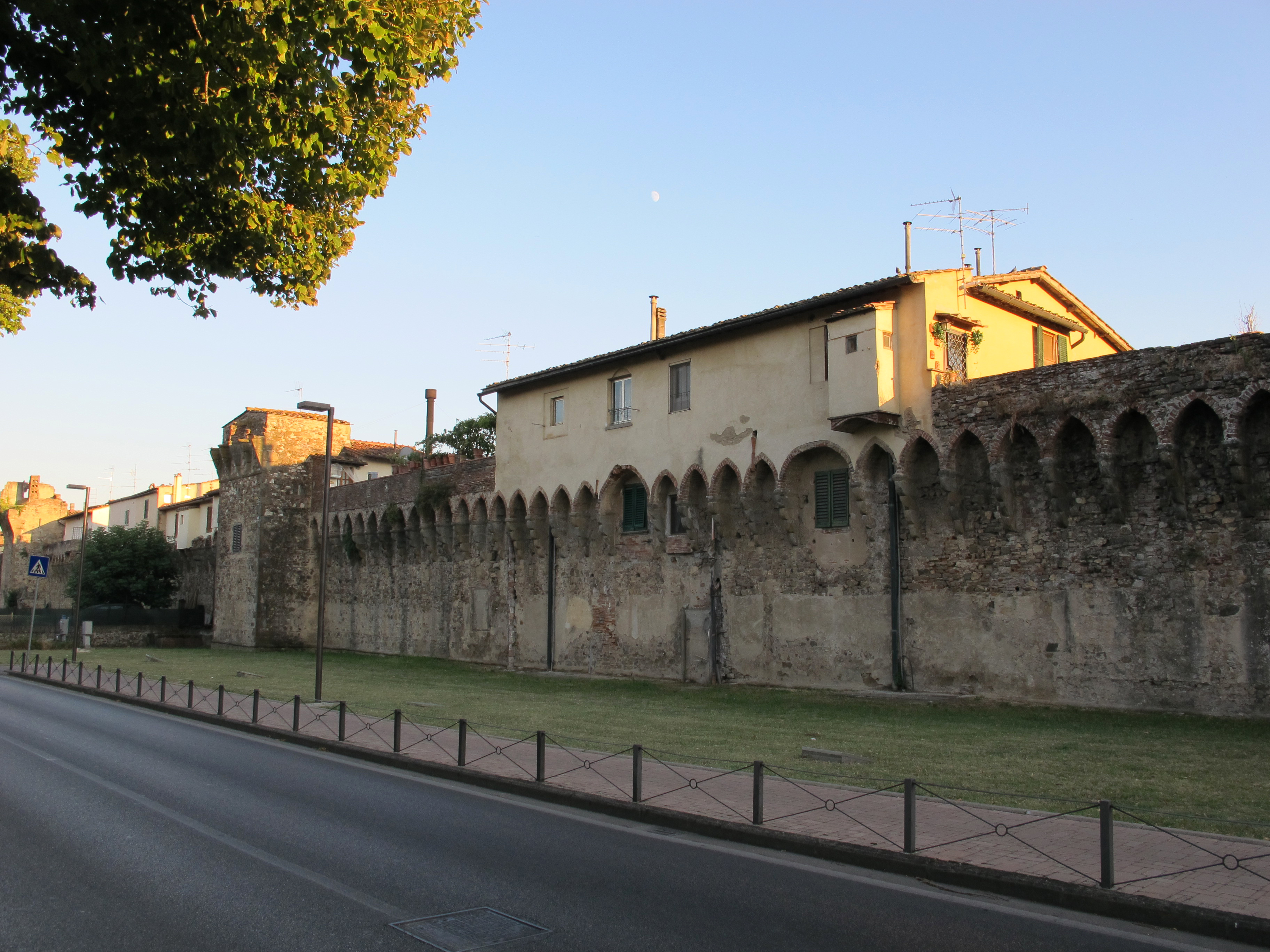
La muraille, partie nord.
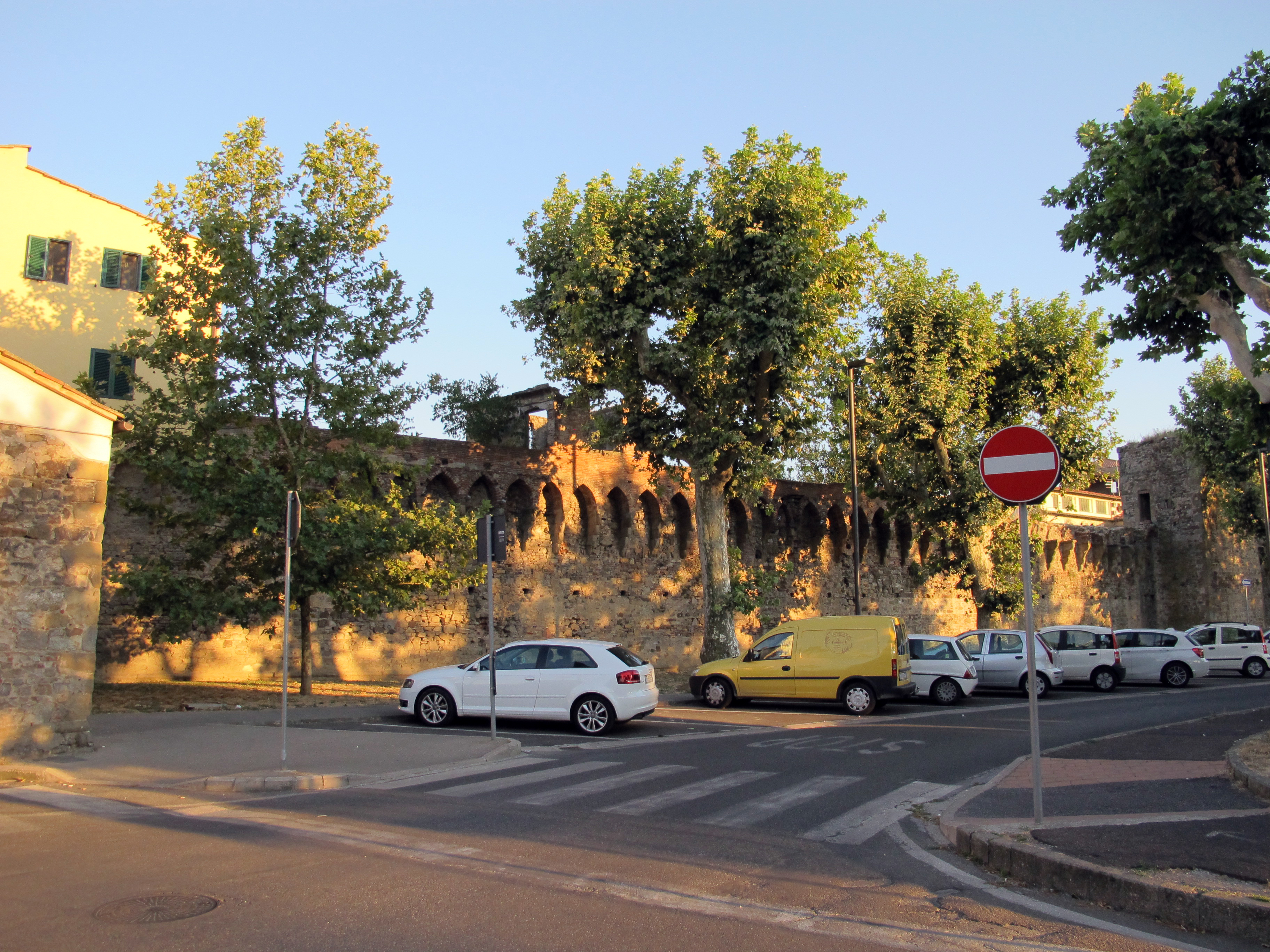
La muraille, partie ouest.